# Schlatter Holding
Die Schlatter Holding AG ist eine Schweizer Publikumsgesellschaft, welche an der SIX Swiss Exchange kotiert ist. Das Unternehmen hat seinen Sitz in Schlieren und ist auf den Bau von Widerstandsschweissanlagen spezialisiert.

## Geschichte
Während des Ersten Weltkrieges gründete Hans A. Schlatter das Unternehmen H. A. Schlatter & Co. und brachte das Schweissverfahren des Widerstandsschweissens von Amerika nach Europa. Fortan war das Widerstandsschweissen der Kern aller Schlatter-Anlagen, und Schlatter etablierte diese neue Anwendung in der Schweiz. So erfand er nach dem Zweiten Weltkrieg eine Schweissanlage, mit welcher sich Armierungseisen automatisch zu Gittern verschweissen liessen. Dank dem Bauboom der Nachkriegszeit gelang es ihm, sich in einer Nische zu etablieren.
Als auch die Zentralheizung in den Wohnungen zum Standard wurde, erfand Schlatter eine Radiatormaschine, mit welcher Radiatoren auf günstige Weise hergestellt werden konnten.
Eine weitere Marktlücke entdeckte Schlatter in der Verschweissung von Eisenbahnschienen und begründete das Gleisschweissen, welches mit der Inbetriebnahme der neuen Fabrik in Schlieren einherging.
Nach dem Tod des Gründers im Jahr 1969 durchlebte das Unternehmen eine schwierige Phase, und das Familien-Unternehmen geriet unter der dritten Generation in eine Krise. Es musste sogar zwei Mal Kurzarbeit angeordnet werden.
2003 wurde eine Restrukturierung eingeleitet, und der Enkel des Gründers musste als Konzernchef zurücktreten.
Nach 89 Jahren verkauften die Schlatters im Jahr 2005 fast alle ihre Aktien an die Finanzierungsgesellschaft Zurmont und zogen sich aus dem Verwaltungsrat zurück.
Im September 2007 verkaufte die Zurmont Finanz AG ihre Mehrheit von 51,6 %. Neuer Mehrheitseigner ist heute ein industrielles Konsortium, das aus der Metall Zug AG und der Huwa Finanz- und Beteiligungs AG besteht.

## Gruppenmitglieder
Zur Schlatter Holding AG gehören folgende Firmengruppen:
- Schlatter Industries AG, Schweiz, weltweit führender Hersteller von elektrischen Widerstandsschweisssystemen von Einzelmaschinen bis zu kompletten Produktionslinien. Ihre Hauptaktivitäten liegen in den Marktsegmenten Radiatorenindustrie, Gleisbau, Armierungs- und Industriegitter sowie Drahtprodukte. Bis April 2009 hiess dieses Tochterunternehmen H. A. Schlatter AG.

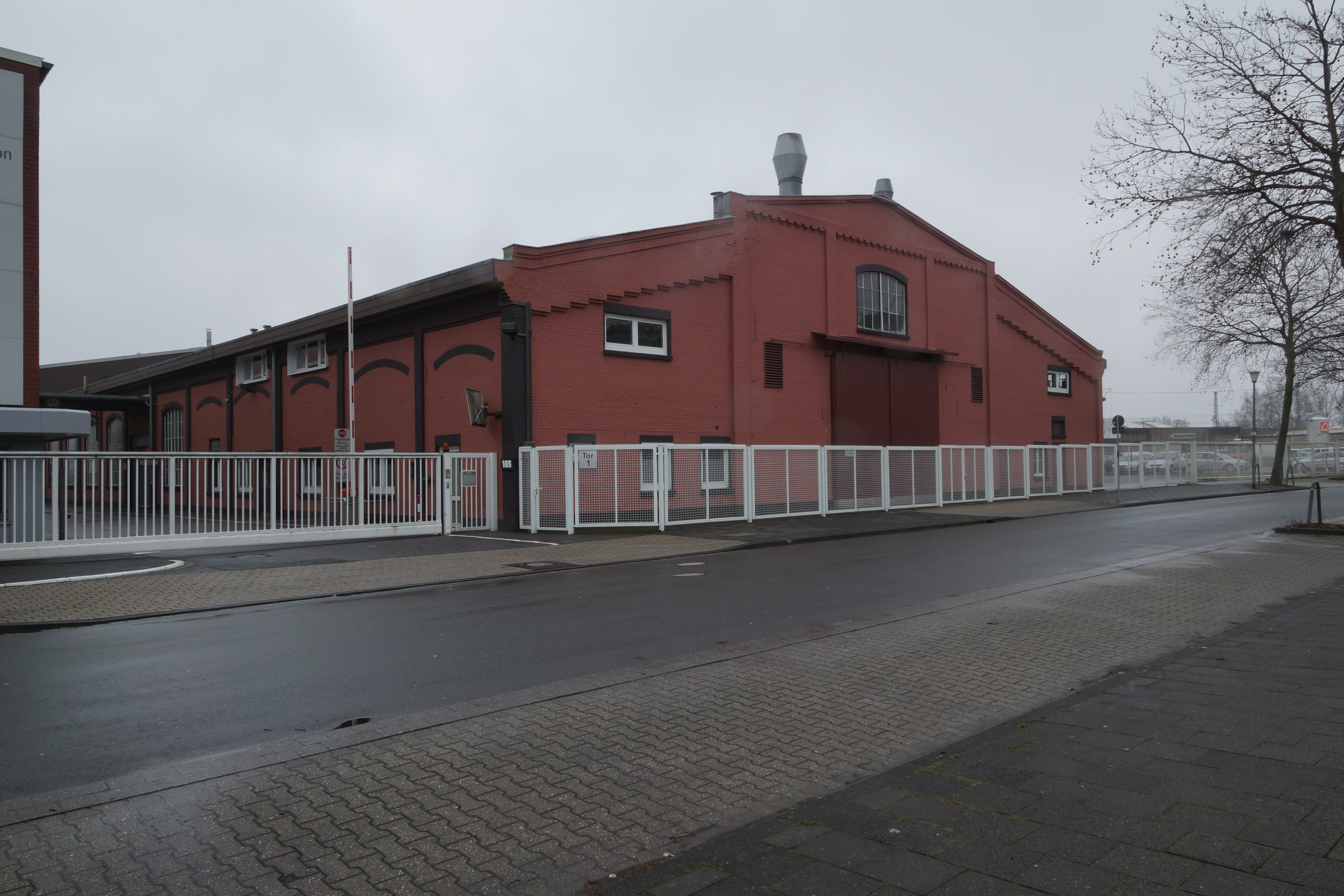
Schlatter Deutschland GmbH & Co. KG, war vormals Emil Jaeger GmbH

- Schlatter Deutschland GmbH & Co. KG, Deutschland, entwickelt und produziert Gitterschweissmaschinen zur Herstellung von Armierungs- und Feingittern, Drahtwebmaschinen zur Herstellung von technischen Filtern und Gittern sowie Ausrüstungs- und Breitwebmaschinen zur Herstellung von Papiermaschinenbespannungen und technischen Sieben. Bis April 2009 hiess das Unternehmen Emil Jäger GmbH & Co. KG.
- Schlatter do Brasil Ind. e Com. de Máquinas de Soldar Ltda., Brasilien, Verkauf, Service und lokale Produktion einiger Produkte aus dem Schlatter-Sortiment.
- Schlatter France S.a.r.l., Frankreich, Verkauf und Service der Schlatter-Produkte
- Schlatter Ltd., Grossbritannien / Irland, Verkauf und Service der Schlatter-Produkte
- Schlatter Inc., USA / Kanada / Mexiko, Verkauf und Service der Schlatter-Produkte

Daneben hat das Unternehmen noch zwei Allianzpartner:
- Wafios AG, Reutlingen Deutschland, Entwicklung und Verkauf von Maschinen für die Drahtverarbeitung
- Pedax GmbH, Bitburg Deutschland, Entwicklung und Verkauf von Betonstahl-Bearbeitungsmaschinen